# Magnolia coco
Magnolia coco är en magnoliaväxtart som först beskrevs av João de Loureiro, och fick sitt nu gällande namn av Dc. Magnolia coco ingår i släktet Magnolia och familjen magnoliaväxter. Inga underarter finns listade i Catalogue of Life.

## Bildgalleri

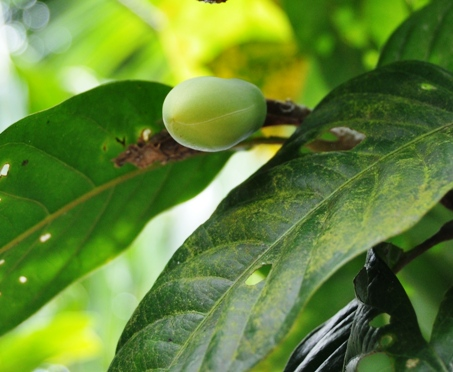
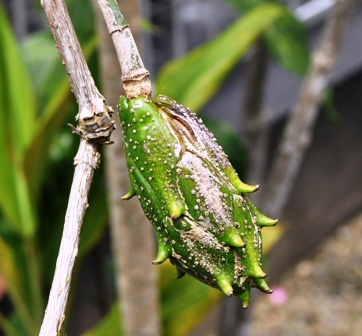
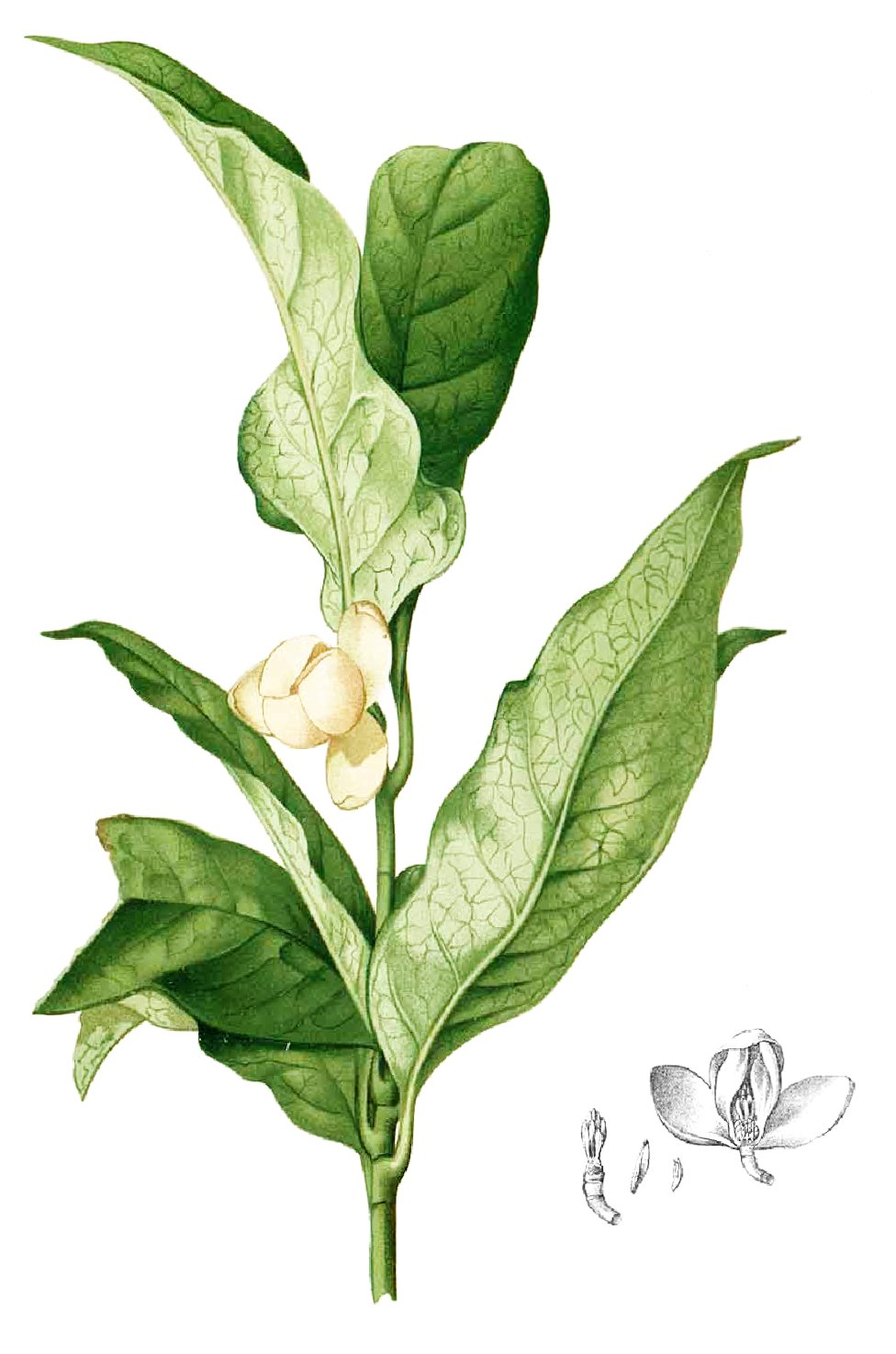
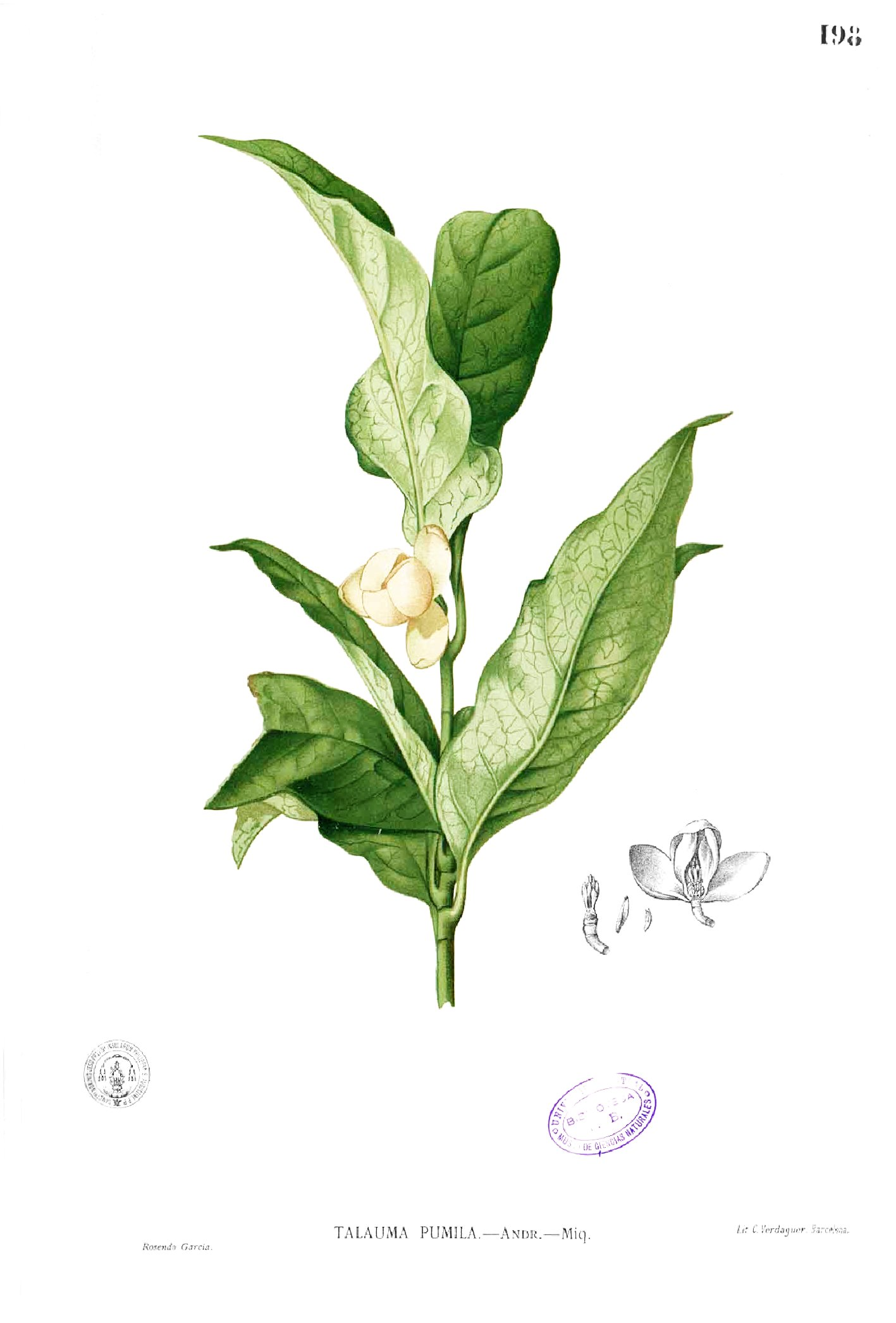